# Breve apostólico

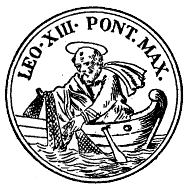
Anillo del Pescador, de León XIII

Breve Apostólico o Pontificio es un tipo de documento firmado por el Papa y refrendado con la impresión del anillo del Pescador, que generalmente tiene una longitud menor y una importancia inferior a las de la bula. Generalmente, por su tamaño, no contiene ni preámbulo ni prefacio y se refiere a un solo tema; por ejemplo, Pablo VI anunció mediante breve la clausura del Concilio Vaticano II, el 8 de diciembre de 1965.
A diferencia de la encíclica o la carta apostólica, los breves habitualmente tienen el carácter de un acto administrativo que incluye una orden, o regula una cuestión.
El breve más antiguo que se conserva es de octubre de 1390, parece que el nombre se deriva de la expedio brevis, es decir, de la relativa rapidez en la confección del documento en comparación con las litterae (cartas)  o las bullae (bulas). Después los breves se promovieron como documentos papales a partir del siglo XV, durante el pontificado de Eugenio IV y se distinguen de bulas, por ser aquellos unos instrumentos destinados a comunicar resoluciones con más celeridad y menor formalidad que las bulas, para las que se exigen mayores requisitos.
Pío X, en las Constitución apostólica Sapienti consilio, estableció en la Curia como uno de los oficios la Secretaria de Breves, encargada de redactar en latín estos documentos.